# Alyxandria Treasure
Alyxandria Treasure (* 15. Mai 1992 in Prince George) ist eine kanadische Hochspringerin. 

## Sportliche Laufbahn
Erste internationale Erfahrungen sammelte Alyxandria Treasure bei den Jugendweltmeisterschaften 2009 in Brixen, bei denen sie mit 1,75 m den elften Platz belegte. Im Jahr darauf schied sie bei den Juniorenweltmeisterschaften im heimischen Moncton mit 1,70 m in der Qualifikation aus. 2011 gewann sie bei den Panamerikanischen-Juniorenmeisterschaften in Miramar mit übersprungenen 1,80 m die Silbermedaille und 2014 siegte sie mit 1,85 m bei den U23-NACAC-Meisterschaften in Kamloops. 2015 nahm sie erstmals an den Panamerikanischen Spielen in Toronto teil, bei denen sie mit 1,85 m den siebten Platz belegte. Im Jahr darauf qualifizierte sie sich für die Olympischen Spiele in Rio de Janeiro, bei denen sie mit 1,88 m im Finale den 17. Platz belegte. Bei den Weltmeisterschaften in London 2017 folgte das Aus in der Qualifikation mit übersprungenen 1,85 m.
2018 erfolgte die Teilnahme an den Commonwealth Games im australischen Gold Coast, bei denen sie mit 1,91 m Vierte wurde. Im August gelang ihr bei den NACAC-Meisterschaften in Toronto aber kein gültiger Versuch.
Von 2014 bis 2018 wurde Treasure jedes Jahr Kanadische Meisterin im Hochsprung. Sie absolvierte ein Marketingstudium an der Kansas State University.

## Persönliche Bestleistungen
- Hochsprung: 1,94 m: 18. August 2016 in Rio de Janeiro
  - Hochsprung (Halle): 1,90 m, 16. Februar 2018 in Ann Arbor